# Reinhard Wolf (Geograph)
Reinhard Wolf (* 27. April 1950 in Künzelsau) ist ein deutscher Geograph, Natur- und Denkmalschützer sowie Sachbuchautor.

## Leben
Wolf ist in Marbach am Neckar aufgewachsen und zur Schule gegangen und lebt auch dort.

## Berufliche Laufbahn
Wolf hat einen Abschluss als Diplom-Geograph an der Universität Stuttgart. Seit Januar 1976 war er in der Naturschutzverwaltung des Landes Baden-Württemberg beschäftigt, zunächst in der Bezirksstelle für Naturschutz und Landschaftspflege in Stuttgart. Im August 1987 wurde Wolf zum Leiter der Bezirksstelle für Naturschutz und Landschaftspflege beim Regierungspräsidium in Karlsruhe berufen, der er zehn Jahre lang vorstand. Ab 1997 leitete er als Landeskonservator von Baden-Württemberg die Bezirksstelle für Naturschutz und Landschaftspflege in Stuttgart. 2005 wurde die Bezirksstelle in das Referat 56 – Naturschutz und Landschaftspflege des Regierungspräsidiums Stuttgart umgewandelt, dessen Referatsleiter er fortan war. Wolf wurde zum 1. Oktober 2013 in den Ruhestand verabschiedet.

## Funktionen und Mitgliedschaften
Mit 13 Jahren trat Wolf dem Schwäbischen Albverein bei. Von 2005 bis 2017 war er stellvertretender Präsident des Schwäbischen Albvereins. Wolf war von 1994 bis 2018 im Vorstand des Schwäbischen Heimatbundes sowie lange Jahre Vorstandsmitglied des Landesverbands Baden-Württemberg der Schutzgemeinschaft Deutscher Wald. Er ist Vorstandsmitglied des Schillervereins Marbach. Wolf engagiert sich im Naturschutzbund Deutschland und im BUND. Er ist beratend für die Gesellschaft für Naturkunde in Württemberg, für die Gesellschaft zur Erhaltung und Erforschung der Kleindenkmale in Baden-Württemberg, für den Historischen Verein für Württembergisch Franken, für den Historischen Verein für Stadt und Kreis Ludwigsburg und für den Rieser Naturschutzverein tätig.
Mit dem SWR hat Wolf 25 Folgen der Reihe Treffpunkt im Grünen gedreht.

## Ehrungen
- 2009 hat Wolf den Gerhard-Thielcke-Naturschutzpreis des BUND Baden-Württemberg erhalten.[3][2]
- 2012 erhielt Wolf die Silberne Halbkugel des Deutschen Nationalkomitees für Denkmalschutz.[1][9][5]
- Wolf wurde 2016 zum Ehrenmitglied des Schwäbischen Heimatbundes ernannt.[10]
- 2017 wurde Wolf zum Ehrenmitglied des Schwäbischen Albvereins ernannt.[11]

## Schriften (Auswahl)

### Autor
- zusammen mit Hans Dietl und Albrecht Gagsch: Gruhen im Landkreis Ludwigsburg. Ludwigsburger Geschichtsblätter 36/1984, S. 7–84.
- zusammen mit Klaus Ruge, Peter Havelka: 50 Jahre Staatliche Vogelschutzwarte Baden-Württemberg – Ihre Geschichte, ihre Aufgaben und ihre Arbeit. Karlsruhe: Landesanstalt für Umweltschutz; Karlsruhe: Institut für Ökologie und Naturschutz, 1989, ISBN 978-3-88251-149-9.
- Der altwürttembergische Landgraben vom Heuchelberg zum Bottwartal – Geschichte, Bedeutung, Verlauf, Wegbeschreibung. Stuttgart: Verlag des Schwäbischen Albvereins, 1997, ISBN 9783920801438.
- zusammen mit Fritz-Gerhard Link: Der Füllmenbacher Hofberg – ein Rest historischer Weinberglandschaft im westlichen Stromberg. Karlsruhe: Staatliches Museum für Naturkunde, 1990, DNB 910563810.
- zusammen mit Hans Mattern: Die Haller Landheg – ihr Verlauf und ihre Reste. Sigmaringen: Jan Thorbecke Verlag; Schwäbisch Hall: Historischer Verein für Württembergisch Franken, 1990, ISBN 3799576355.
- zusammen mit Hans-Dieter Knapp, Claus-Peter Hutter: Dünen, Heiden, Felsen und andere Trockenbiotope – Biotope erkennen, bestimmen, schützen. Stuttgart/Wien: Weitbrecht, 1994, ISBN 978-3-522-72030-4.
- Heiden im Kreis Ludwigsburg – Bilanz 1984, Schutzbemühungen, Verwachsungsprobleme, Pflege. Karlsruhe, Institut für Ökologie und Naturschutz, 1984, ISBN 978-3-88251-069-0.
- Kleindenkmale in Baden-Württemberg – Anleitung zur Erfassung und Dokumentation. Stuttgart: Landesamt für Denkmalpflege, 5. Aufl. 2014, DNB 1003750923.[12]
- zusammen mit Dieter Kapff: Kulturgeschichte am Wegesrand – Kleindenkmale in Baden-Württemberg. Stuttgart: Staatsanzeiger-Verlag, 2008, ISBN 978-3-929981-72-8.
- zusammen mit Manfred Steinmetz, Renate Winkelbach: Kulturhistorische Vielfalt – Kleindenkmale im Rems-Murr-Kreis. Waiblingen: Landratsamt Rems-Murr-Kreis, 2013, ISBN 978-3-00-043159-3.
- zusammen mit Claus-Peter Herrn, Claus-Peter Hutter: Lebensräume – ein Beiheft zur Fernsehserie der Abendschau. Stuttgart: Akademie für Natur- und Umweltschutz; Stuttgart: Süddeutscher Rundfunk, 2. Aufl. 1988, DNB 890675929.
- zusammen mit Claus-Peter Herrn, Claus-Peter Hutter: Naturschutz im Kreis Ludwigsburg – Landschaftsschutzgebiete. Ludwigsburg: Landratsamt Ludwigsburg; Karlsruhe: Institut für Ökologie und Naturschutz, 1983, ISBN 978-3-88251-078-2.
- zusammen mit Claus-Peter Herrn, Claus-Peter Hutter: Naturschutz im Kreis Ludwigsburg – Naturdenkmale. Ludwigsburg: Landratsamt Ludwigsburg; Karlsruhe: Landesanstalt für Umweltschutz, 1981, ISBN 978-3-88251-055-3.
- zusammen mit Dieter Kapff: Steinkreuze, Grenzsteine, Wegweiser … Stuttgart: Konrad Theiss Verlag, 2000, ISBN 978-3-8062-1460-4.
- Stuttgart und seine Region – Natur entdecken und erleben. Stuttgart/Wien/Bern: Weitbrecht, 2001, ISBN 978-3-522-72094-6.
- zusammen mit Utz Ingo Küpper: Umweltschutz in Raumforschung und Raumordnung. Bonn-Bad Godesberg: Bundesforschungsanstalt für Landeskunde und Raumordnung, 1973, ISBN 978-3-87994-579-5.
- Von Ort zu Ort – Kleindenkmale im Landkreis Ludwigsburg. Ludwigsburg: Landratsamt Ludwigsburg, 2008, ISBN 978-3-925733-04-8.
- zusammen mit Martina Blaschka (Hg.): kleinDENKMALE Baden-Württemberg. 20 Jahre Erfassen und Dokumentieren im Ehrenamt. Landesamt für Denkmalpflege Baden-Württemberg, Arbeitsheft 43, Jan Thorbecke Verlag, Ostfildern 2021, ISBN 978-3-7995-1396-8.[13]

### Herausgeber
- zusammen mit Eva Walter: 125 Jahre Schwäbischer Albverein – Gestern, Heute, Morgen. Stuttgart: Verlag des Schwäbischen Albvereins, 2013, ISBN 9783920801704.
- zusammen mit Ulrike Kreh: Die Naturschutzgebiete im Regierungsbezirk Stuttgart. Ostfildern: Jan Thorbecke Verlag, 2008, ISBN 978-3-7995-5176-2.
- zusammen mit Dieter Hassler: Hohlwege – Entstehung, Geschichte und Ökologie der Hohlwege im westlichen Kraichgau. Ubstadt-Weiher: Verlag Regionalkultur, 1993, ISBN 978-3-929366-02-0.